# (1186) Turnera
(1186) Turnera – planetoida z pasa głównego asteroid okrążająca Słońce w ciągu 5 lat i 91 dni w średniej odległości 3,02 au. Została odkryta 1 sierpnia 1929 roku w Union Observatory w Johannesburgu przez Cyrila Jacksona. Nazwa planetoidy pochodzi od Herberta Halla Turnera (1861–1930), brytyjskiego astronoma. Przed nadaniem nazwy planetoida nosiła oznaczenie tymczasowe (1186) 1929 PL.